# Phulbari (Dang Deokhuri)
Phulbari (nepalski: फूलबारी, trl. Phulbārī, trb. Phulbari) – gaun wikas samiti w zachodniej części Nepalu w strefie Rapti w dystrykcie Dang Deokhuri. Według nepalskiego spisu powszechnego z 2001 roku liczył on 987 gospodarstw domowych i 5446 mieszkańców (2722 kobiet i 2724 mężczyzn).